# レナ・マイヤー＝ラントルート
レナ・マイヤー＝ラントルート（ドイツ語:Lena Meyer-Landrut、1991年5月23日 - ）は、ドイツ・ハノーファー出身の女優、歌手である。アーティスト名は「Lena」。2010年5月にノルウェーのオスロで開かれたユーロビジョン・ソング・コンテスト2010にドイツ代表として参加し、決勝戦では「Satellite」を歌って246得点を挙げて優勝を果たした。

## 略歴
大会に先立ってそのドイツ代表を選ぶ国内選考「Unser Star für Oslo」当時、ドイツのヒット・チャートで史上初となる、デビュー3作が同時にトップ5に入るという快挙を成し遂げた。2010年3月に発売された「Satellite」は初登場首位を記録し、すぐにトリプル・ゴールドに認定された。5月に発売された初のアルバム『My Cassette Player』もアルバムチャートで初登場首位を記録した。

## 来歴

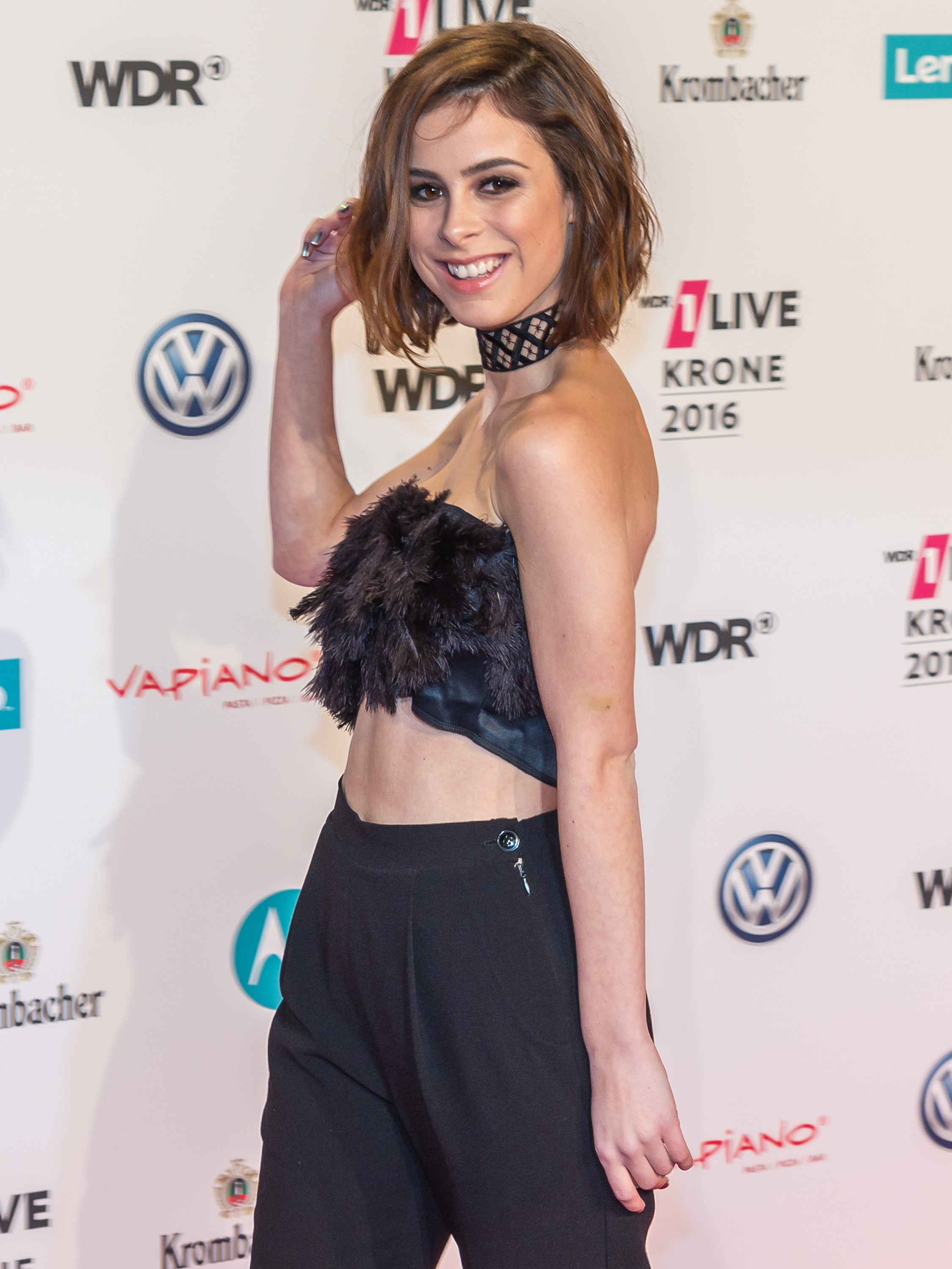
2016年

### 生い立ち
1991年5月23日、ドイツ連邦共和国のハノーファー生まれ。祖父はソビエト連邦併合前のエストニアのタリンに生まれる、1980年から1983年および1987年から1989年までドイツ連邦共和国（西ドイツ）の駐ソビエト連邦大使を務めたアンドレアス・マイヤー＝ラントルート（Andreas Meyer-Landrut）である。一人っ子であり、兄弟姉妹はいない。5歳でダンス・レッスンを受け始め、当初はバレエを習っていたが、後に多様な現代的ダンスの訓練も受け始め、ヒップホップ・ダンスやジャズ・ダンスも習っている。やがて歌唱への興味を高め、ドイツで数多くのテレビ・シリーズにエキストラとして出演した。しかし、歌唱や演技に関して体系的な教育を受けたことはない。総合学校IGS Roderbruch Hannoverに通い、アビトゥーア試験を2010年4月に受けている。

### Unser Star für Oslo
これまでプロの歌手としての経験はなかったが、ユーロビジョン・ソング・コンテスト2010のドイツ代表選考「Unser Star für Oslo」への参加を決めた。国内選考はドイツの公共放送であるドイツ公共放送連盟（ARD）と民間放送プロジーベン、芸能人で音楽プロデューサーのシュテファン・ラープ（Stefan Raab）によって主催された。およそ4500の参加者のなかから選びぬかれた20人の中に入り、意気込みを聞かれた際には「自分を試してみたい。どう感じてもらえるか知りたい、見識のある人たちが私の音楽をどう評するか聞いてみたい。自分では全く自分自身を測れない」と述べている。
イギリスの歌手・アデルの楽曲「My Same」を披露したところ、多くの審査員から好評を得て、すぐに優勝候補と目されるようになった。翌週、アデルの「My Same」はドイツのヒット・チャートで61位に入った。「Unser Star für Oslo」の決勝では、ザ・バード・アンド・ザ・ビー（The Bird and the Bee）、ケイト・ナッシュ（Kate Nash）、パオロ・ヌティーニ、リーザ・ミッチェル（Lisa Mitchell）などの、やや知名度の低い国際的アーティストの楽曲を歌った。レナは全部で8曲のカバー曲を歌い、うち5曲の元曲がドイツのヒット・チャートに入り、うち4曲はそれぞれ最高順位を記録した。3月12日の決勝では、大会のために作られた3つの新曲「Bee」、「Satellite」、「Love Me」を披露した。まず、視聴者による電話投票にて、アメリカ合衆国のソングライター・ジュリー・フロスト（Julie Frost）とデンマークのソングライター・ジョン・ゴードン（John Gordon）が制作した「Satellite」がレナの代表曲として選ばれた。続いて2つめの投票が行われ、レナとともに決勝まで勝ち残っていたジェニファー・ブラウン（Jennifer Braun）を下してユーロビジョン・ソング・コンテスト2010のドイツ代表に選出された。「Satellite」のビデオ・クリップは決勝戦の夜に撮影され、4日後にテレビを通じて発表された。国内選考の期間中から、既に多くの支持を集めており、インターネット上での各種投票で2位以下に大差をつけて最上位に選ばれることが多く見られた。
「Unser Star für Oslo」で優勝を果たした翌日、決勝で歌った3つのオリジナル曲が、ドイツのITunes Storeでトップ3を独占し、トップ3独占の初記録をつくった。「Satellite」は初週で10万を超えるダウンロード販売があり、ドイツにおける楽曲のデジタル販売の最速記録を更新した。デビュー3作はそれぞれ1位、2位、5位となり、同時にそろってドイツのシングル・チャートのトップ5入りした。これは、1959年にドイツでヒット・チャートが発表されるようになって以来、史上初めてのことである。「Satellite」は初週にゴールド・シングルの売上を記録し、4週間後にはプラチナ・シングルの売上を記録した。その後、この曲は連続5週間にわたってチャートの首位に留まった。 It peaked at number two in both Austria and Switzerland.
「Unser Star für Oslo」の期間中も学校には通い続けていた。同大会の決勝が開かれたのは、卒業試験の1箇月前のことであった。4月のアビトゥーア試験の後、デビュー・アルバム『My Cassette Player』は2010年5月7日に発売された。アルバムのプロデュースはシュテファン・ラープで、デビュー3作「Satellite」、「Love Me」、「Bee」に加えて2つのカバー曲、8曲の新曲を収録している。レナ・マイヤー＝ラントルート本人は、5曲の共同作曲者としてクレジットされている。アルバムはドイツのアルバム・チャートで首位となった他、オーストリアとスイスのアルバム・チャートでも3位、ビルボードのEuropean Top 100 Albumsでも5位となった。
ドイツでの成功の後、歌唱や演技の仕事を楽しんでいると話したが、同時に「一生を歌で過ごすと決まったわけではない」とも説明している。はじめは、学校を卒業したら演技を学ぶつもりでいたが、いまは今後どうなるか分からないとし、「もし時間が許すなら」と話している。自身の音楽に影響を与えたアーティストとして、アデル、ケイト・ナッシュ、ヴァネッサ・カールトン、クリューゾ（Clueso）や、ドイツのポップ・ロック・バンド、ヴィア・ジント・ヘルデン（Wir sind Helden）の名をあげている。

### ユーロビジョン・ソング・コンテスト

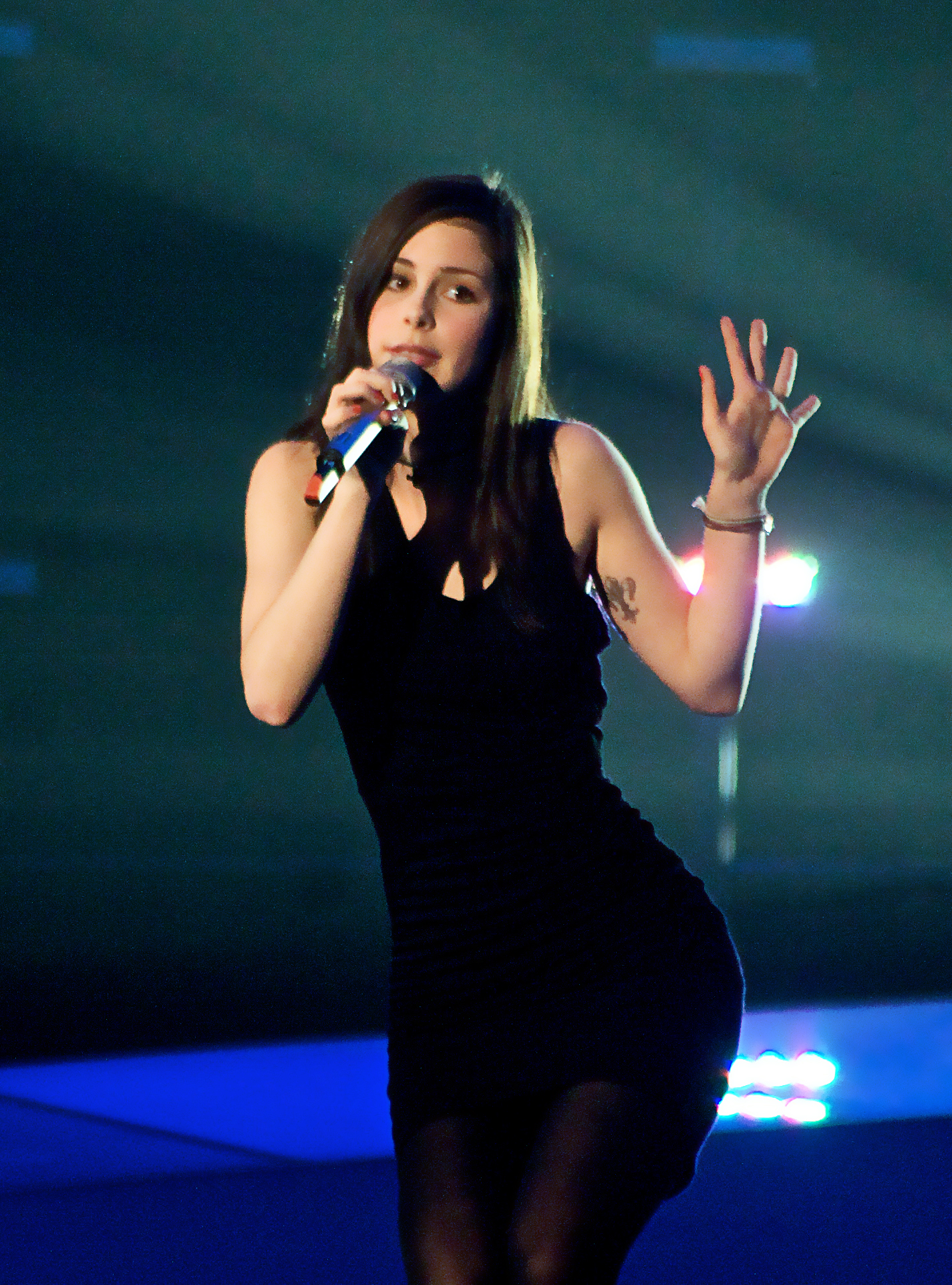
ユーロビジョン・ソング・コンテスト2010

ユーロビジョン・ソング・コンテストの「Big 4」規定により、ドイツは準決勝への参加を免除されており、2010年5月29日にノルウェーのオスロで行われた決勝から参加した。登場順を決める際にはドイツは自由に登場順を選べることとなり、ドイツ代表団は自らの意思によって決勝戦でのドイツの登場順を指定した。決勝に参加した25のアーティストのうち、レナ・マイヤー＝ラントルートは22番目に登場して「Satellite」を披露し、ドイツ連邦共和国としては1982年大会以来、ドイツ再統一以降では初となる優勝をもたらした。

## 「Unser Star für Oslo」での楽曲
| 回               | 楽曲                            | 原曲 |
| ---------------- | ------------------------------- | --- |
| 1                | "My Same"                       | アデル |
| 3                | "Diamond Dave"                  | ザ・バード・アンド・ザ・ビー                                                                                |
| 4                | "Foundations"                   | ケイト・ナッシュ                                                                                            |
| 5                | "New Shoes"                     | パオロ・ヌティーニ                                                                                          |
| 準々決勝(6)      | "Mouthwash" "Neopolitan Dreams" | ケイト・ナッシュ リーザ・ミッチェル                                                                         |
| 準決勝(7)        | "Mr. Curiosity" "The Lovecats"  | ジェイソン・ムラーズ ザ・キュアー                                                                           |
| Final (8th show) | "Bee" Satellite" Love Me"       | ジェニファー・ブラウン / レナ・マイヤー＝ラントルート ジェニファー・ブラウン / レナ・マイヤー＝ラントルート |

決勝戦では、ジェニファー・ブラウンとレナ・マイヤー＝ラントルートはそれぞれ異なるバージョンの「Bee」と「Satellite」を歌った。

## 私生活
2020年にマーク・フォースターと結婚。

## ディスコグラフィ

### アルバム
| 年   | 楽曲 | チャート最高順位 | チャート最高順位 | チャート最高順位 | チャート最高順位 | 認定 |
| 年   | 楽曲 | 独               | 墺               | SWI              | EUR              | 認定 |
| ---- | --- | ---------------- | ---------------- | ---------------- | ---------------- | ---- |
| 2010 | My Cassette Player - Released: 2010年5月7日 - Label: USFO, Universal Music - Formats: コンパクトディスク, デジタル・ダウンロード | 1                | 3                | 3                | 5                |      |
| 2011 | Good News - Released: 2011年2月8日 - Label: USFO, Universal Music - Formats: コンパクトディスク, デジタル・ダウンロード          | 1                | 8                |                  |                  |      |
| 2012 | Stardust - Released: 2012年11月12日 - Label: USFO, Universal Music - Formats: コンパクトディスク, デジタル・ダウンロード         | 2                | 14               | 31               |                  |      |
| 2015 | Crystal Sky | 2                | 25               | 40               |                  |      |
| 2019 | Only Love, L | 2                | 4                | 14               |                  |      |
| 2024 | Loyal to Myself | 5                | 7                | 78               |                  |      |

### シングル
| 年   | Song                  | チャート最高順位 | チャート最高順位 | チャート最高順位 | チャート最高順位 | チャート最高順位 | 認定           | アルバム           |
| 年   | Song                  | 独               | 墺               | SWI              | SWE              | EUR              | 認定           | アルバム           |
| ---- | --------------------- | ---------------- | ---------------- | ---------------- | ---------------- | ---------------- | -------------- | ------------------ |
| 2010 | "Satellite"           | 1                | 2                | 2                | 1                | 8                | - 独: 5 × Gold | My Cassette Player |
| 2010 | "Bee"                 | 3                | 26               | 27               | –                | –                |                | My Cassette Player |
| 2010 | "Love Me"             | 4                | 28               | 39               | –                | –                |                | My Cassette Player |
| 2010 | "Touch a New Day"     | 13               | 26               | –                | –                | –                |                | My Cassette Player |
| 2011 | "Taken by a Stranger" | 2                | 18               | 29               | –                | –                |                | Good News          |
| 2011 | "What a Man"          | 21               | –                | –                | –                | –                |                | Good News          |
| 2012 | "Stardust"            | 2                | 14               | 74               | –                | –                | - 独: 1 × Gold | Stardust           |
| 2013 | "Neon(Lonely People"  | –                | –                | –                | –                | –                |                | Stardust           |

「Satellite」、「Bee」、「Love Me」の3曲は同時にチャート入りしている。

## 関連文献
英語
- Brey, Marco. Lena Meyer-Landrut gets German ticket to Oslo. Eurovision.tv. 12 March 2010. Accessed 14 April 2010.
- Tarr, Sophie. Hanover teenager named Germany's hope for Eurovision. Deutsche Welle. 12 March 2010. Accessed 14 April 2010.
- European Broadcasting Union. Biography – About Lena. Eurovision.tv. Accessed 14 April 2010.
- Friedman, Deborah. Germany sends Eurovision star Lena into orbit (Interview). Deutsche Welle. 13 April 2010. Accessed 14 April 2010.
- Adams, Will. Germany's Eurovision 2010 Song: "Satellite" by Lena Meyer-Landrut. The Huffington Post. 4 May 2010. Accessed 6 May 2010.
- Spiegel.net GmbH.  The Cult Of Lena-ism – Eurovision's Next Winner?. Spiegel Online. 21 May 2010. Accessed 23 May 2010.

ドイツ語
- Kistner, Anna. Ein bisschen Frieden. Jetzt.de. 23 February 2010. Accessed 14 April 2010. en:Template:De icon
- Pilz, Michael. Moderne Wolpertinger sollt ihr sein. Die Welt. 17 March 2010. Accessed 14 April 2010. en:Template:De icon
- Dörfler, Sebastian. Verdammte Scheiße, ist die echt!. Die Tageszeitung. 25 March 2010. Accessed 14 April 2010. en:Template:De icon
- Herzinger, Richard. Fräulein Wunder mit Knuddelfaktor. Die Welt. 28 March 2010. Accessed 14 April 2010. en:Template:De icon
- Rapp, Tobias. Lenaismus. Der Spiegel. 14/2010. Accessed 14 April 2010. en:Template:De icon